# ゴチャ・まぜっ!のミニコーナー
ゴチャ・まぜっ!のミニコーナーでは、毎日放送ラジオ（MBSラジオ）のラジオ番組『ゴチャ・まぜっ 月曜日～木曜日・金スペ』枠内で2006年から2009年まで放送されていた、5分間のミニコーナーについて述べる。

## 概要
本項目を含め放送開始・終了日などはあくまで暦日で表記しているため、注意のこと。
『ごちゃ・まぜっ!』は、2005年10月から主に0時00分 – 1時00分に放送されていた深夜帯番組である。2009年3月を最後に帯番組としては終了した。
この番組では2006年10月から、メインパーソナリティが担当する本編は0:54（例外あり）に終了し、残りの5分間、他のパーソナリティが担当する別録りのミニコーナーが放送されるようになった（0:59 – 1:00はCM枠）。
しかし2009年1月の改編で、『ごちゃ・まぜっ!水曜日』を残してミニコーナー枠は廃止された。2月に木曜日ミニコーナーが再開し週2回になったが、4月改編で『ごちゃ・まぜっ!』が再編された際に全ての曜日で終了した。
『ごちゃ・まぜっ!』は現在も月曜深夜の番組として放送中だが、この種のミニコーナーはない。

## ゴチャ・まぜっ!月曜日
『ゴチャ・まぜっ!月曜日』で放送されたコーナー。

### 出演者
- 2006年10月10日 – 2008年4月1日 : 渡辺由布子
- 2008年4月8日 – 2008年9月30日 : 近本小央里
- 2008年10月7日 – 2009年1月13日 : 橘美波

### コーナー内容
- 読者モデルをゲストに迎え、テーマトークする。

## ゴチャ・まぜっ!火曜日
『ゴチャ・まぜっ!火曜日』で放送されたコーナー。

### 出演者
- 2006年10月11日 – 2007年4月4日 : 酒井香奈子・明坂聡美 〔長谷川静香を加え共に『木曜日』へ〕
- 2007年4月11日 – 2008年4月2日 : ゆき（現：鈴木ゆき）
- 2008年4月9日 – 2009年1月7日 : 酒井香奈子・明坂聡美・長谷川静香 〔共に『木曜日』から〕

### コーナー内容
クマを見たら死んだふり
酒井・明坂の担当時のコーナー。2人のフリートークやお便り紹介。2人が歌っているキャラクターソングをかける時もあった。
しみる歌
ゆきの担当時のコーナー。リスナーから送られてきた、思い出の「染みる歌」を紹介するコーナー。ゆきが以前に出演していた『ゴチャ2木曜日』から引き継いだコーナー。
サイコロトークバトル
酒井・明坂・長谷川の担当時のコーナー。3人のうち2人がサイコロの出た目でトークする。残りの一人は審査員役。トークの後どっちが勝ったか審査員役が独断と偏見で決め、5回勝てばご褒美がある。

## ゴチャ・まぜっ!水曜日
『ゴチャ・まぜっ!水曜日』で放送されたコーナー。

### 出演者
- 2006年10月12日 – 2007年4月5日:野中藍・長谷川静香 〔長谷川は『火曜日』へ〕
- 2007年4月12日 – 2007年10月4日:大矢真夕・西内裕美 〔共に『金スペ』へ〕
- 2007年10月11日 – 2008年4月3日:岩本勉・伊藤みく
- 2008年4月10日 – 2008年10月2日:宮野真守・高木梓（現 高木あずさ）〔高木は新メンバーと共に『木曜日』へ〕
- 2008年10月9日 – 2009年4月2日:岩本勉・高山都 〔共に『木曜日』から〕

### コーナー内容
野中藍のポーン、長谷川静香のバーン
野中・長谷川の担当時のコーナー。週代わりで野中藍が博多弁で、もしくは長谷川静香が標準語で近況を報告するコーナー。
- 大矢真夕と西内裕美とゲストのレースクイーンがおもにレースクイーンの裏話をする
- 宮野真守にちなんで「まもる」をテーマにトークしていく。

## ゴチャ・まぜっ!木曜日
『ゴチャ・まぜっ!木曜日』で放送されたコーナー。

### 出演者
- 2006年10月13日 – 2007年4月6日 : JAM（奥田順子・春名亜美・村上実沙子）
- 2007年4月13日 – 2008年4月4日 : 酒井香奈子・明坂聡美・長谷川静香 〔酒井・明坂は『火曜日』から、長谷川は『水曜日』から、共に『火曜日』へ〕
- 2008年4月11日 – 2008年10月3日 : 岩本勉・高山都 〔共に『水曜日』へ〕
- 2008年10月10日 – 2009年1月9日:高木梓（現 高木あずさ）・ 乙宮みく（現 笹倉美波）・ 西川ちひろ・中尾奈月・大木翠 〔高木は水曜日から〕
- 2009年1月16日 – 2009年1月30日 : 休止
- 2009年2月6日 – 2009年3月27日 : 木村卓寛（天津）

### コーナー内容
JAMのゴチャまぜランキング
JAMの担当時のコーナー。JAMがリスナーからの送られたテーマを元にランキングを発表する。JAMが『ゴチャ・まぜっ!木曜日』本編に出演していた当時担当していたコーナーと同内容。
ミニコーナー・勝手にNO1
酒井・明坂・長谷川の担当時のコーナー。あるテーマに沿って、3人が何がNO1なのか推していくコーナー、制限時間内にその理由を言っていき、最後にスタッフの多数決でそのテーマのNO1が決まる。3回NO1を推して人にはご褒美がある。
ゴチャクイズ
酒井・明坂・長谷川の担当時のコーナー。3人のうち2人がお題に沿ったクイズに挑戦する。先に手をあげた人だけが解答権があり、答え合わせは全問出題後になっている。トータル10問正解すればご褒美があり、また正解数の少ない方(引き分けの場合出題者)が罰ゲームを受ける。残りの一人は出題者兼進行役。
ミニコーナー・天津木村の詩吟でBEGIN
天津木村の担当時のコーナー。内容については『ゴチャ・まぜっ!木曜日』を参照のこと。

## ゴチャ・まぜっ!金スペ
『ゴチャ・まぜっ!金スペ』で放送されたコーナー。

### 出演者
- 2006年10月14日 – 2007年4月7日 : 西田美歩・夏目理緒
- 2007年4月14日 – 2007年10月6日 : 西田美歩・夏目理緒・青島あきな
- 2007年10月12日 – 2008年4月5日 : 青島あきな・大矢真夕・西内裕美 〔大矢・西内は『水曜日』から〕
- 2008年4月12日 – 2008年10月4日 : 松本さゆき・田中涼子・松林菜々見
- 2008年10月11日 – 2009年1月10日 : 松本さゆき・佐々木梨絵・助川まりえ

### コーナー内容
西田・夏目の「ア〜ン」ラジオ / 西田・夏目・青島の「ア〜ン」ラジオ
西田・夏目（・青島）の担当時のコーナー。あるあるを発表してそれについてトークをする。他曜日や後の出演者と異なり、放送時間が約10分を占めていた。